# Friedrich Höricke
Friedrich Höricke (* 1963 in Köln) ist ein deutscher Pianist und Komponist.

## Biographie
Friedrich Höricke spielte im Alter von elf Jahren seinen ersten Klavierabend in Köln. Bereits mit dreizehn Jahren wurde er als jüngster Student in die Meisterklasse von Günter Ludwig an der Musikhochschule Köln aufgenommen. Zugleich besuchte er das Kölner Apostelgymnasium. Mit 18 Jahren erhielt er den ersten Preis beim Tomassoni-Wettbewerb der Musikhochschule Köln sowie einen Preis beim Busoni-Klavierwettbewerb. Es folgte die weitere Ausbildung am Curtis Institute of Music in Philadelphia, wo er von Jorge Bolet, Gary Graffman, Mieczysław Horszowski und Seymour Lipkin unterrichtet wurde. Es folgte der erste Preis bei der Philadelphia Young Artists Competition, sowie Konzertverpflichtungen in Amerika, Asien, West-, Mittel- und Osteuropa. Danach veröffentlichte er CDs, zunehmend auch mit eigenen Kompositionen für Klavier, bzw. für Klavier und Orchester.
1985 heiratete Friedrich Höricke die Sexualwissenschaftlerin Shere Hite in New York, wo sie gemeinsam in einem Apartment an der 5th Avenue lebten. Später zogen Höricke und Hite nach Deutschland um, wo sie eine Wohnung in Köln nahmen. 1999 ließ sich das Paar scheiden. Höricke ist verheiratet mit Astrid von Platen-Höricke und lebt seit 2004 in Senzke in Brandenburg. Vom 1. Juni 2010 bis November 2012 war er Geschäftsführer der Schloss Ribbeck GmbH.

## Stil
Als Komponist und Pianist fühlt sich Höricke der Tradition der großen komponierenden Klaviervirtuosen verpflichtet. Deren Traditionslinien versucht er aufzunehmen und integriert sowohl eigene Klavierwerke als auch eigene Transkriptionen fremder Werke in seine Konzertprogramme. So ist manchmal seine Konzertsuite aus der Steinblume, Prokofiews letztem Ballett, zu hören. Im Jahre 2004 wurde sein Klavierkonzert in der Philharmonie St. Petersburg uraufgeführt.
Er widmet sich unter anderem der Wiederentdeckung von Ignaz Friedman.

## Diskographie (Auswahl)
- Die lustigen Weiber von Windsor – und andere Werke von Otto Nicolai. Zusammen mit der Kartäuserkantorei und dem  Kölner Rundfunkorchester, Dirigent Michail Jurowski. Delta Music, Frechen 1998. (Capriccio 10592)
- Love & Passion –  Leidenschaftliche Klavierwerke mit Gedanken von Shere Hite. Kompositionen unter anderem von Liszt, Rachmaninoff, Gershwin, und Debussy. EastWest Records, Hamburg 1998. (Red Moon 3984-25 187-2)
- Friedrich Höricke spielt Beethoven – Sonate Nr. 28 A-Dur und Sonate Nr. 30 E-Dur sowie Variationen und Fuge op. 35. Bella Musica, Bühl 1995. (Antes Edition BMCD 31.9038)
- Serge Rachmaninoff – Sonate Nr. 2, op. 36. Dabringhaus und Grimm, Detmold 1994. (MDG 611 0547-2)